# コースティング・ギヤ
コースティング・ギア（英: Coasting Gear）とは、直交した二軸の動力伝達系に用いられるギアである。主に鉄道模型に使用される。
乗り物におけるコースティングとは、惰力走行または惰性走行のことで、走行中の駆動輪に原動機からの加速力やブレーキからの制動力が加わっていない状態の事。日本の鉄道や鉄道模型では「惰行」と呼ぶ。
1984年（昭和59年）、コアレス・モータ、逆駆動可能な3条ウォームギヤと、スラスト・ボール・ベアリングを組み合わせた適当な歯車比を持つ蒸気機関車模型用駆動装置が開発され、高効率と静粛性を併せ持つ動力車の実現が可能になった 。この駆動装置は開発者が特許を取らずにアイディアを開放したため多くのメーカーにより採用され、コースティング･ギヤという商標で高性能機関車に装備され、市販されている 。「コースティング」の語に関しては、当時様々な模型で広く普及していたウォームギヤに比べて惰行が可能と言うだけであり、スパーギア（平歯車）はもちろんのこと、二軸が直交するベベルギア（傘歯車）、クラウンギア（冠歯車）でも動力の逆伝達が可能であり、模型の重量、抗力、歯車比によっては、これらの型式でも惰行はする。
ウォームギアは省スペースで大きな減速比が得られるため、鉄道模型に限らず小さな模型の減速機として一般的であるが、構成の簡略化を優先して歯車比を可能な限り大きく取っていることが多く、ウォームとホイールの歯の角度が直角に近くなっており、逆駆動することが出来ないものが多い。しかしながら、オルゴールの調速装置や自動車のステアリングギアで使用されるウォームギアは逆駆動が可能であったため、これらのウォームギアを鉄道模型にも応用した。